# Les Filles de Durand-Ruel
Les Filles de Durand-Ruel est un tableau réalisé par le peintre français Auguste Renoir en 1882. Cette huile sur toile de format vertical est le double portrait impressionniste des filles du marchand d'art Paul Durand-Ruel, le commanditaire. Toutes deux vêtues d'une robe blanche, les jeunes filles y figurent assises sur un banc dans de la verdure, Marie-Thérèse en chapeau et des fleurs en main, sa cadette Jeanne en cheveux nous regardant. Don de Walter P. Chrysler, Jr. en mémoire de Thelma Chrysler Foy, l'œuvre est conservée depuis 1971 au Chrysler Museum of Art, à Norfolk, en Virginie, aux États-Unis.